# Vétrigne
Vétrigne és un municipi francès situat al departament del Territori de Belfort i a la regió de Borgonya - Franc Comtat. L'any 2007 tenia 499 habitants.

## Demografia

### Població
El 2007 la població de fet de Vétrigne era de 499 persones. Hi havia 176 famílies de les quals 24 eren unipersonals (4 homes vivint sols i 20 dones vivint soles), 80 parelles sense fills, 64 parelles amb fills i 8 famílies monoparentals amb fills.
La població ha evolucionat segons el següent gràfic:
Habitants censats

### Habitatges
El 2007 hi havia 186 habitatges, 182 eren l'habitatge principal de la família, 3 eren segones residències i 1 estava desocupat. 178 eren cases i 8 eren apartaments. Dels 182 habitatges principals, 178 estaven ocupats pels seus propietaris i 4 estaven llogats i ocupats pels llogaters; 3 tenien dues cambres, 9 en tenien tres, 24 en tenien quatre i 146 en tenien cinc o més. 163 habitatges disposaven pel capbaix d'una plaça de pàrquing. A 69 habitatges hi havia un automòbil i a 107 n'hi havia dos o més.

### Piràmide de població
La piràmide de població per edats i sexe el 2009 era:
| Homes | Edats   | Dones |
| ----- | ------- | ----- |
| 0     | 95 o +  | 0     |
| 0     | 90 a 94 | 0     |
| 0     | 85 a 89 | 4     |
| 0     | 80 a 84 | 0     |
| 0     | 75 a 79 | 8     |
| 12    | 70 a 74 | 12    |
| 8     | 65 a 69 | 8     |
| 20    | 60 a 64 | 8     |
| 16    | 55 a 59 | 24    |
| 28    | 50 a 54 | 8     |
| 8     | 45 a 49 | 20    |
| 16    | 40 a 44 | 16    |
| 12    | 35 a 39 | 20    |
| 24    | 30 a 34 | 20    |
| 0     | 25 a 29 | 0     |
| 20    | 20 a 24 | 16    |
| 28    | 15 a 19 | 8     |
| 16    | 10 a 14 | 16    |
| 20    | 5 a 9   | 20    |
| 16    | 0 a 4   | 12    |

## Economia
El 2007 la població en edat de treballar era de 330 persones, 237 eren actives i 93 eren inactives. De les 237 persones actives 220 estaven ocupades (114 homes i 106 dones) i 17 estaven aturades (8 homes i 9 dones). De les 93 persones inactives 36 estaven jubilades, 39 estaven estudiant i 18 estaven classificades com a «altres inactius».

### Ingressos
El 2009 a Vétrigne hi havia 184 unitats fiscals que integraven 528 persones, la mediana anual d'ingressos fiscals per persona era de 24.018 €.

### Activitats econòmiques
Dels 10 establiments que hi havia el 2007, 4 eren d'empreses de construcció, 1 d'una empresa d'informació i comunicació, 2 d'empreses de serveis i 3 d'empreses classificades com a «altres activitats de serveis».
Dels 4 establiments de servei als particulars que hi havia el 2009, 1 era una fusteria, 1 lampisteria, 1 electricista i 1 perruqueria.
L'any 2000 a Vétrigne hi havia 4 explotacions agrícoles.

## Equipaments sanitaris i escolars
El 2009 hi havia una escola maternal integrada dins d'un grup escolar amb les comunes properes formant una escola dispersa.

## Poblacions més properes
El següent diagrama mostra les poblacions més properes.